# Beccari (cognome)
Beccari è un cognome di lingua italiana.

## Varianti
Beccai, Beccarelli, Beccaria, Beccaris, Beccaro.

## Origine e diffusione
Cognome tipicamente panitaliano, è presente prevalentemente in Italia centro-settentrionale.
Potrebbe derivare dal mestiere di beccaio o macellaio, dal latino beccus, "maschio della capra".
La variante Beccaria è piemontese e lombarda; Beccai è toscano.

## Persone
- Claudio Beccari (1954) – doppiatore, attore e regista italiano
- Gualberta Alaide Beccari (1842-1906) – femminista e scrittrice italiana
- Jacopo Bartolomeo Beccari (1682-1766) – chimico e accademico italiano